# Довгодзьоба комароловка
Довгодзьоба комароловка (Ramphocaenus) — рід горобцеподібних птахів родини комароловкових (Polioptilidae). Містить 2 види.

## Поширення
Рід поширений у Центральній та Південній Америці.

## Опис
Дрібні птахи. Тіло завдовжки 12-13 см; вага тіла 11-18 г. Мають досить довгий дзьоб, завдовжки 21-25 мм. Живляться комахами та іншими дрібними членистоногими.

## Види
- Комароловка довгодзьоба (Ramphocaenus melanurus)
- Комароловка бамбукова (Ramphocaenus sticturus)